# Ramón Rodríguez (attore)
Ramón Rodríguez (Río Piedras, 20 dicembre 1979) è un attore portoricano.

## Biografia
Nato e cresciuto a Río Piedras, circoscrizione di San Juan, a Porto Rico, Ramon si è successivamente trasferito negli Stati Uniti, a New York, dove ha intrapreso la carriera di attore. È noto in America per aver recitato nelle serie televisive The Wire e Day Break. Ha preso parte al film Transformers - La vendetta del caduto nella parte di Leo. Doveva avere un ruolo primario anche nel film Transformers 3, ma poi, lo sceneggiatore Ehren Kruger lo ha eliminato durante il concepimento del film.
Dal 2023, è il protagonista della serie TV poliziesca Will Trent.

## Filmografia

### Cinema
- Carlito's Way - Scalata al potere (Carlito's Way: Rise to Power), regia di Michael Bregman  (2005)
- Dealbreaker, regia di Gwyneth Paltrow e Mary Wigmore (2005) - cortometraggio
- 5G, regia di Alessandro Tanaka (2005) - cortometraggio
- The Wannabe, regia di Althea Wasow (2006) - cortometraggio
- Ira and Abby, regia di Robert Cary (2006)
- Bella, regia di Alejandro Gómez Monteverde (2006)
- Surfer, Dude, regia di S.R. Bindler (2008)
- Pride and Glory - Il prezzo dell'onore (Pride and Glory), regia di Gavin O'Connor (2008)
- Transformers - La vendetta del caduto (Transformers: Revenge of the Fallen), regia di Michael Bay (2009)
- Pelham 123 - Ostaggi in metropolitana (The Taking of Pelham 1 2 3), regia di Tony Scott (2009)
- Harlem Hostel, regia di Nestor Miranda (2010)
- World Invasion (Battle: Los Angeles), regia di Jonathan Liebesman (2011)
- Butterflies & Lightning, (2012)
- Need for Speed, regia di Scott Waugh (2014)
- Burn Your Maps, regia di Jordan Roberts (2016)
- Sergente Rex (Megan Leavey), regia di Gabriela Cowperthwaite (2017)
- L'unico e insuperabile Ivan (The One and Only Ivan), regia di Thea Sharrock (2020)
- G20, regia di Patricia Riggen (2025)

### Televisione
- Rescue Me – serie TV, 2 episodi (2005)
- Law & Order - Unità vittime speciali (Law & Order: Special Victims Unit) – serie TV, 1 episodio (2006)
- Nurses – film TV, regia di P.J. Hogan (2007)
- Day Break – serie TV, 13 episodi (2006-2007)
- The Wire – serie TV, 8 episodi (2006-2008)
- Charlie's Angels – serie TV, 8 episodi (2011)
- Gang Related – serie TV, 13 episodi (2014)
- Iron Fist – serie TV, 5 episodi (2017)
- The Defenders – miniserie TV, 4 episodi (2017)
- The Affair - Una relazione pericolosa (The Affair) – serie TV, 5 episodi (2018)
- Will Trent – serie TV, 41 episodi (2023-in corso)

## Riconoscimenti
- Critics' Choice Awards
  - 2024 - Candidatura al miglior attore in una serie drammatica per Will Trent

## Doppiatori italiani
Nelle versioni in italiano delle opere in cui ha recitato, Ramón Rodríguez è stato doppiato da:
- Andrea Mete in Rescue Me, Charlie's Angels, G20
- Diego Suarez in Pride and Glory - Il prezzo dell'onore
- Simone Veltroni in Transformers - La vendetta del caduto
- Emiliano Coltorti in Pelham 123 - Ostaggi in metropolitana
- Stefano Crescentini in World Invasion
- Simone Crisari in Need for Speed
- Roberto Gammino in Gang Related
- Alessandro Germano in Sergente Rex
- Simone D'Andrea in The Affair - Una relazione pericolosa
- Daniele Giuliani ne L'unico e insuperabile Ivan
- Gianfranco Miranda in Will Trent
- Luca Ferrante in Iron Fist